# Запис Љубина липа (Ђуринац)
Запис Љубина липа (Ђуринац) се налази на парцели чији је власник Богдановић Љубомир.

## Локација
| Општина             | Свилајнац                                                                   |
| Катастарска општина | Ђуринац                                                                     |
| Потес               | Др Зорана Ђинђића                                                           |
| Координате          | 44° 14′ 12″ С; 21° 21′ 16″ И / 44.236800000000002° С; 21.354399999999998° И |
| Надморска висина    | 216m                                                                        |

## Карактеристике
Дендрометријске вредности утврђене на терену и сателитским снимцима:
| Стабло                     | Липа |
| Висина стабла              | m    |
| Обим дебла                 | m    |
| Пречник крошње             | 6m   |
| Пречник дебла              | m    |
| Висина дебла до прве гране | m    |

## База записа
Запис је у оквиру Викимедија пројекта "Запис - Свето дрво" заведен под редним бројем 0289.